# 이홍 (당)
이홍(李弘, 652년 ~ 675년 5월 25일(음력 4월 25일))은 당나라의 황태자로 당 고종과 측천무후 사이에서 태어난 아들이며 당 중종, 당 예종의 친형이다. 이복 형 이충이 폐위되자 태자로 책봉되었지만 일찍 과로로 사망하였다. 사후 효경황제(孝敬皇帝)로 추존되었다가 다시 동생 당 중종 때에 의종이라는 묘호를 받았다. 그는 당 현종의 양아버지이기도 하다.

## 생애
측천무후가 낳은 아들들 중 장남으로 이복 형 이충이 폐위되자 영휘(永徽) 7년(656년) 1월에 네 살의 나이로 태자가 되었고, 연호도 현경(顯慶)으로 바뀌었다. 이홍은 어머니의 뜻을 거스르는 일이 잦았다는 설이 있으나 실제로는 측천무후에게도 효성이 지극하고 인덕이 있었다. 이홍은 어머니가 죽인 아버지의 후궁 숙비 소씨 소생의 두 딸 의양공주(義陽公主)와 선성공주(宜城公主)가 서른이 넘도록 시집을 가지 못한 채 유폐되어 있는 것을 알고 이를 안타깝게 여겨 고종에게 누이들을 시집보내 달라고 청하였다. 이 일이 있은 후로 측천무후는 아들에게 원한을 품게 되었고, 병이 위독해진 고종이 황위를 이홍에게 물려주려고 하자 측천무후는 권력의 주축에서 밀려날 것을 우려하였다는 설이 있다. 그러나 이홍이 평소 건강이 좋지 않았고 그의 사후 고종과 측천무후가 매우 슬퍼했다는 기록을 보면 이홍은 과로사한 것이라는 반론도 제기된다. 이홍은 합벽궁(合壁宮) 기운전(綺雲殿)에서 부모인 고종, 측천무후와 함께 식사를 했고 도중에 경련을 일으키며 죽고 말았다. 고종은 아들의 죽음을 알고 몹시 비통해 하며 시호를 내려 효경황제라고 칭하였는데 중국 역사상 황태자에게 황제의 시호를 내린 것은 처음 있는 일이었다. 이홍은 후에 동생인 이현이 복위한 후 의종(義宗)으로 추존되었다.

## 기타
동생인 당 예종의 셋째 아들 이융기를 그의 사후 양자로 들였다. 이융기는 후일 당 현종으로 즉위하였다.